# Operație binară

O operație binară este un calcul care combină argumentele x și y obținând

În matematică, o operație binară este un procedeu care combină două elemente ale unei mulțimi (numite operanzi) pentru a produce un alt element. Mai formal, o operație binară este o operație de aritate doi. 
Mai precis, o operație binară pe o mulțime este o operație binară ale cărei două domenii și codomeniu sunt aceeași mulțime. Printre exemple se numără operațiile aritmetice familiare de adunare, scădere, înmulțire, operațiile booleene cu (sub)mulțimi, noțiuni și propoziții logice. Alte exemple se găsesc cu ușurință în diferite domenii ale matematicii, cum ar fi compunerea vectorilor, înmulțirea matricilor și conjugarea în grupuri⁠(d). 
Totuși, o operație binară poate implica și mai multe mulțimi diferite. De exemplu, înmulțirea cu un scalar din spațiile vectoriale primește un scalar și un vector și produce un vector, iar produsul scalar primește doi vectori pentru a produce un scalar. 
Operațiile binare reprezintă elementul constituient al celor mai multe structuri algebrice, care sunt studiate în algebră și utilizate în toate matematicile, cum ar fi  grupurile, monoizii, corpurile, inelele, algebrele și multe altele.

## Terminologie
Mai precis, o operație binară pe o mulțime S este o aplicație prin care se face o corespondență între elementele produsului cartezian S × S și S:   
{\displaystyle \,f\colon S\times S\rightarrow S.}
Deoarece rezultatul efectuării operației pe o pereche de elemente din S este tot un element al lui S, operația se numește operație binară închisă pe S (sau uneori se spune că are proprietatea de închidere). Dacă f nu este o funcție, ci este o funcție parțială⁠(d), ea se numește operație binară parțială. De exemplu, împărțirea numerelor reale este o operație binară parțială, deoarece nu se poate face împărțirea la zero: a / 0 nu este definită pentru niciun real a. Totuși, atât în algebra universală, cât și în teoria modelelor⁠(d), operațiile binare considerate sunt definite pe tot S × S. 
Uneori, în special în domeniul informaticii, termenul este folosit pentru orice funcție binară⁠(d).

## Proprietăți și exemple
Exemple tipice de operații binare sunt adunarea (+) și înmulțirea ( × ) numerelor și matricilor, precum și compunerea funcțiilor⁠(d) pe o singură mulțime. De exemplu, 
- Pe mulțimea numerelor reale R, f(a, b) = a + b este o operație binară, deoarece suma a două numere reale este un număr real.
- Pe mulțimea numerelor naturale N, f(a, b) = a + b este o operație binară, deoarece suma a două numere naturale este un număr natural. Aceasta este o operație binară diferită de cea anterioară, deoarece mulțimile sunt diferite.
- Pe mulțimea M(2,R) a matricelor 2 × 2 cu elemente reale, f(A, B) = A + B este o operație binară, deoarece suma a două astfel de matrice este o altă matrice de 2 × 2 .
- Pe mulțimea M(2,R) a matricelor 2 × 2 cu elemente reale, f(A, B) = AB este o operație binară, deoarece produsul a două astfel de matrice este o altă matrice de 2 × 2.
- Pentru o mulțime dată C, S este mulțimea tuturor funcțiilor h : C → C. Se definește f : S × S → S prin f(h1, h2)(c) = h1 ∘ h2 (c) = h1(h2(c)) pentru orice c ∈ C, compunerea celor două funcții h1 și h2 din S. Atunci f este o operație binară, deoarece compunerea celor două funcții este o altă funcție pe mulțimea C (adică un membru al lui S).

Multe operații binare de interes atât în algebră cât și în logica formală sunt comutative, satisfăcând f(a, b) = f(b, a) pentru toate elementele a și b din S, sau asociative, satisfăcând f(f(a, b), c) = f(a, f(b, c)) pentru orice a, b și c din S. Multe au și elemente identice și elemente inverse. 
Primele trei exemple de mai sus sunt comutative și toate exemplele de mai sus sunt asociative. 
Pe mulțimea numerelor reale R, scăderea, adică f(a, b) = a − b, este o operație binară care nu este comutativă, deoarece, în general, a − b ≠ b − a . De asemenea, ea nu este asociativă, deoarece, în general, a − (b − c) ≠ (a − b) − c ; de exemplu, 1 − (2 − 3) = 2 dar (1 − 2) − 3 = −4. 
Pe mulțimea numerelor naturale N, exponențierea, f(a,b) = ab, nu este comutativă deoarece, în general⁠(d), ab ≠ ba și nu este asociativă, de vreme ce f(f(a, b), c) ≠ f(a, f(b, c)) . De exemplu, cu a = 2 b = 3 și c = 2 f(23,2) = f(8,2) = 82 = 64 dar f(2,32) = f(2,9) = 29 = 512 . Prin schimbarea mulțimii N cu mulțimea numerelor întregi Z, această operație binară devine o operație binară parțială, deoarece este acum nedefinită când a = 0 și b este un număr întreg negativ. Pentru orice mulțime, această operațiune are un element identic la dreapta (adică 1), întrucât f(a, 1) = a pentru orice a din mulțime, care însă nu este o identitate (element identic în ambele părți), deoarece f(1, b) ≠ b în general. 
Împărțirea (/), o operație binară parțială pe mulțimea numerelor reale sau raționale, nu este comutativă sau asociativă. Tetrația (↑↑), ca operație binară asupra numerelor naturale, nu este comutativă sau asociativă și nu are element identic.

## Notație
Operațiile binare sunt mai adesea scrise folosind notația infixată, cum ar fi a ∗ b, a + b, a · b sau (prin juxtapunere fără simbol) ab,  și mai rar prin notația funcțională de forma f(a, b) . Puterile sunt, de obicei, scrise și fără operator, dar cu al doilea argument ca exponent⁠(d). 
Operațiile binare folosesc uneori notații prefixate sau (probabil mai des) postfixate, ambele cu paranteze. Ele mai sunt numite și notația poloneză și notația poloneză inversă.

## Perechi și tupluri
O operație binară, ab, depinde de perechea ordonată (a, b) și deci (ab)c (unde parantezele aici înseamnă operarea mai întâi pe perechea ordonată (a,b) și apoi pe rezultatul ei folosind perechea ((ab),c) depinde în general de perechea ordonată ((a, b), c). Astfel, pentru cazul general, neasociativ, operațiile binare pot fi reprezentate prin arbori binari. 
În orice caz: 
- Dacă operația este asociativă, (ab)c = a(bc), atunci valoarea (ab)c depinde numai de tuplul (a,b,c).
- Dacă operația este comutativă, ab = ba, atunci valoarea (ab)c depinde numai de { { a, b }, c }, unde acoladele reprezintă multimulțimi.
- Dacă operația este atât asociativă cât și comutativă, atunci valoarea (ab)c depinde numai de multimulțimea {a, b, c}.
- Dacă operația este asociativă, comutativă și idempotentă⁠(d), aa = a, atunci valoarea (ab)c depinde numai de mulțimea {a, b, c}.

## Operații binare ca relații ternare
O operație binară f pe o mulțime S poate fi privită ca o relație⁠(d) ternară pe S, adică mulțimea de triple (a, b, f(a,b)) din S × S × S pentru orice a și b din S. 

## Operații binare externe
O operație binară externă⁠(d) este o funcție binară de la K × S la S. Aceasta diferă de o operație binară pe o mulțime în sensul că K nu este obligatoriu identică cu S; elementele sale provin din exterior. 
Un exemplu de operație binară externă⁠(d) este înmulțirea cu un scalar în algebra liniară. Aici K este un corp și S este un spațiu vectorial peste acel corp. 
O operație binară externă⁠(d) poate fi văzută alternativ ca o acțiune⁠(d); K acționează asupra lui S.
Produsul scalar a doi vectori este definit de la S × S la K, unde K este un corp și S este un spațiu vectorial peste K. Depinde de autori dacă aceasta este considerată o operație binară. 